# مارغريت سكريفن
مارغريت سكريفن (بالإنجليزية: Margaret Scriven)‏ مواليد 12 أغسطس 1912 في ليدز - الوفاة 25 يناير 2001 في إنجلترا، كانت لاعبة كرة مضرب إنجليزية وكانت تلعب باليد اليسرى. كما أنها إحدى بطلات الجراند سلام. أعلى تصنيف لها في الفردي كان المركز الـ 5 في سنة 1933.

## الخط الزمني للفردي
مفتاح
| ف | ن | ن.ن | ر.ن | د# | د.م | ل | أ.أ | ت | غ | ب | ف | ذ | م.خ | ل.ت |

(ف) فاز بالبطولة (ن) وصل النهائي (ن.ن) نصف النهائي (ر.ن) ربع النهائي (د#) الأدوار الأربعة الأولى (د.م) دور المجموعات (ل) شارك في كأس ديفيز (أ.أ) خرج من الأدوار الاولى (ت) خسر التصفيات التأهيلية (غ) غاب عن الحدث أو البطولة (ب) حصل على ميدالية برونزية (ف) حصل على ميدالية فضية (ذ) حصل على ميدالية ذهبية (م.خ) بطولة الماسترز خُفضت إلى مرتبة أقل (ل.ت) البطولة لم تعقد في السنة المعينة.
لتجنب الارتباك وازدواجية الحساب، يتم تحديث هذه المعلومات إما في نهاية البطولة، أو عندما تكون مشاركة اللاعب في البطولة قد انتهت.
| الدورة             | 1930  | 1931  | 1932  | 1933  | 1934  | 1935  | 1936  | 1937  | 1938  | 1939  | 1940  | 1941–1944 | 1945  | 19461 | 19471 | إجمالي ف/م |
| ------------------ | ----- | ----- | ----- | ----- | ----- | ----- | ----- | ----- | ----- | ----- | ----- | --------- | ----- | ----- | ----- | ---------- |
| البطولة الأسترالية | غ     | غ     | غ     | غ     | غ     | غ     | غ     | غ     | غ     | غ     | غ     | ل.ت       | ل.ت   | غ     | غ     | 0 / 0      |
| البطولة الفرنسية   | غ     | غ     | د2    | ف     | ف     | ن.ن   | د2    | ر.ن   | غ     | غ     | ل.ت   | R         | غ     | غ     | غ     | 2 / 6      |
| بطولة ويمبلدون     | د1    | ر.ن   | د2    | ر.ن   | ر.ن   | د3    | د1    | ر.ن   | د4    | د4    | ل.ت   | ل.ت       | ل.ت   | د4    | د3    | 0 / 12     |
| البطولة الأمريكية  | غ     | غ     | غ     | د3    | غ     | غ     | غ     | غ     | غ     | غ     | غ     | غ         | غ     | غ     | غ     | 0 / 1      |
| م.ف                | 0 / 1 | 0 / 1 | 0 / 2 | 1 / 3 | 1 / 2 | 0 / 2 | 0 / 2 | 0 / 2 | 0 / 1 | 0 / 1 | 0 / 0 | 0 / 0     | 0 / 0 | 0 / 1 | 0 / 1 | 2 / 19     |

- إجمالي ف / م = إجمالي الفوز والمشاركة

## روابط خارجية
- مارغريت سكريفن على موقع قاعة مشاهير كرة المضرب الدولية (الإنجليزية)
- مارغريت سكريفن على موقع خلاصة التنس.كوم (الإنجليزية)